# Luminița Pișcoran
Luminița Pișcoran (Brașov, 14 marzo 1988) è un'ex biatleta rumena.

## Biografia
Luminița Pișcoran, originaria di Bran e attiva dalla stagione 2008-2009, ha esordito in Coppa del Mondo il 1º dicembre 2010 a Östersund in individuale (78ª) e ai Campionati mondiali a Chanty-Mansijsk 2011, dove si è classificata 74ª nell'individuale e 89ª nella sprint;  in Coppa del Mondo ha conquistato il miglior risultato il 4 gennaio 2012 a Oberhof in staffetta (12ª) e il miglior risultato individuale il 2 febbraio seguente a Oslo Holmenkollen in sprint (26ª) e ai successivi Mondiali di Ruhpolding 2012 si è piazzata 95ª nell'individuale, 77ª nella sprint, 20ª nella staffetta e 19ª nella staffetta mista.
Ha bissato il miglior risultato in Coppa del Mondo il 3 gennaio 2013 a Oberhof in staffetta (12ª) e ai successivi Mondiali di Nové Město na Moravě 2013 è stata 82ª nell'individuale, 66ª nella sprint e 20ª nella staffetta mista; due anni dopo ha conquistato il risultato più prestigioso della sua carriera vincendo la medaglia d'oro nell'individuale agli Europei di Otepää 2015 e ai successivi Mondiali di Kontiolahti 2015 si è classificata 89ª nell'individuale, 45ª nella sprint, 57ª nell'inseguimento, 14ª nella staffetta e 20ª nella staffetta mista.

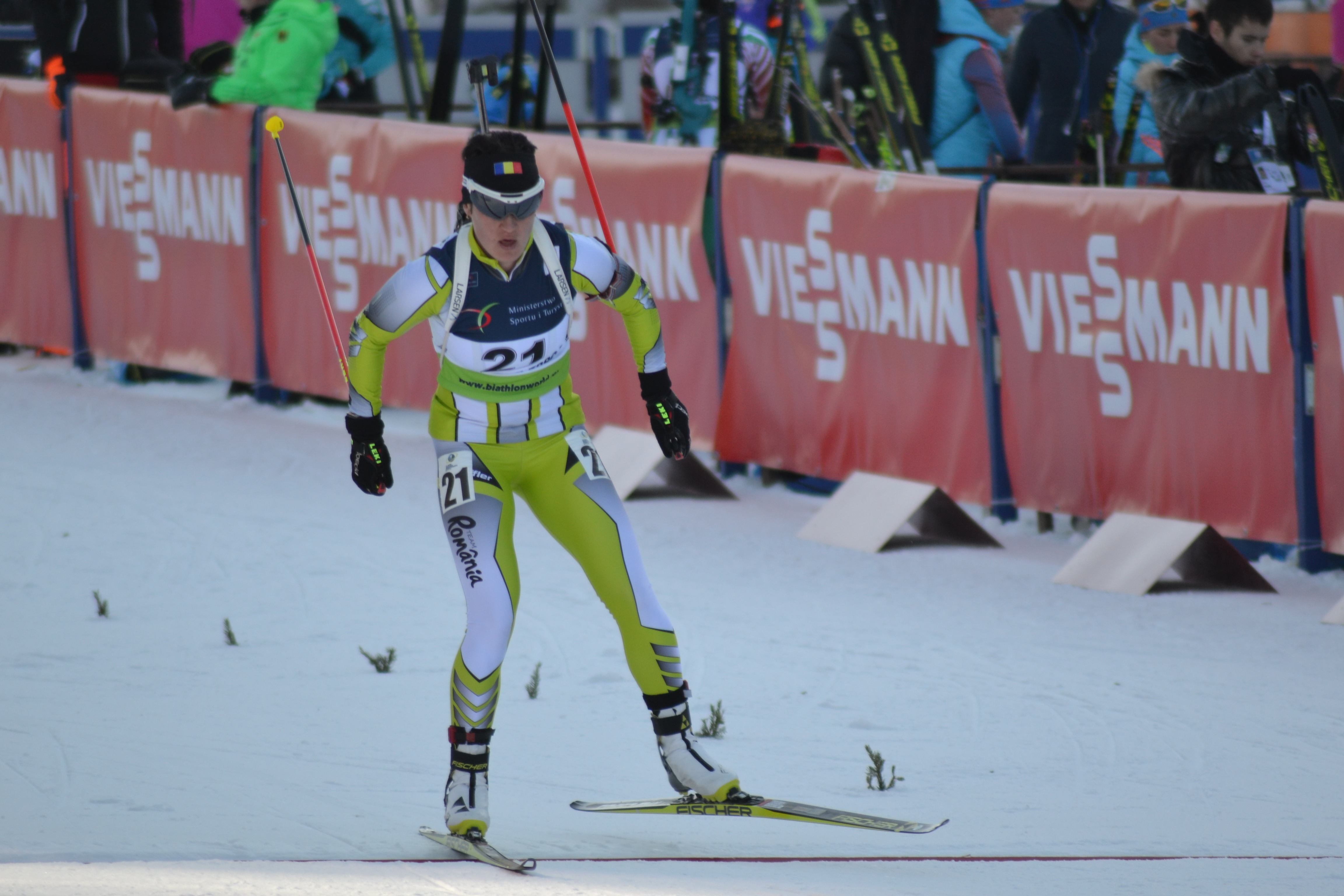
Luminița Pișcoran in gara agli Europei di Duszniki-Zdrój 2017

Il 29 novembre 2015 ha replicato per la terza volta il suo miglior risultato in Coppa del Mondo, a Östersund in staffetta mista (12ª), e ai successivi Mondiali di Oslo 2016 si è piazzata 88ª nell'individuale, 72ª nella sprint e 22ª nella staffetta mista; l'anno dopo ai Mondiali di Hochfilzen 2017, sua ultima presenza iridata, è stata 70ª nell'individuale, 85ª nella sprint e 20ª nella staffetta mista. Si è ritirata al termine della stagione 2017-2018 e la sua ultima gara è stata l'inseguimento di Coppa del Mondo disputato il 24 marzo 2018 a Tjumen', chiuso dalla Pișcoran al 47º posto; non ha preso parte a rassegne olimpiche.

## Palmarès

### Europei
- 1 medaglia:
  - 1 oro (individuale a Otepää 2015)

### Coppa del Mondo
- Miglior piazzamento in classifica generale: 74ª nel 2012